# Tendrara
Tendrara (àrab: تندرارة, Tandrāra; àrab: ⵜⵏⴷⵕⴰⵕⴰ, Tndṛaṛa) és una comuna rural de la província de Figuig, a la regió de L'Oriental, al Marroc. Segons el cens de 2014 tenia una població total de 15.390 persones. Està habitada pels nòmades Beniguil.